# Carl Thomas Anderson
Carl Thomas Anderson   (Estats Units d'Amèrica, 14 de febrer de 1865 - Estats Units d'Amèrica, 4 de novembre de 1948) va ser un autor de còmic, creador de la tira còmica Henry.

## Biografia

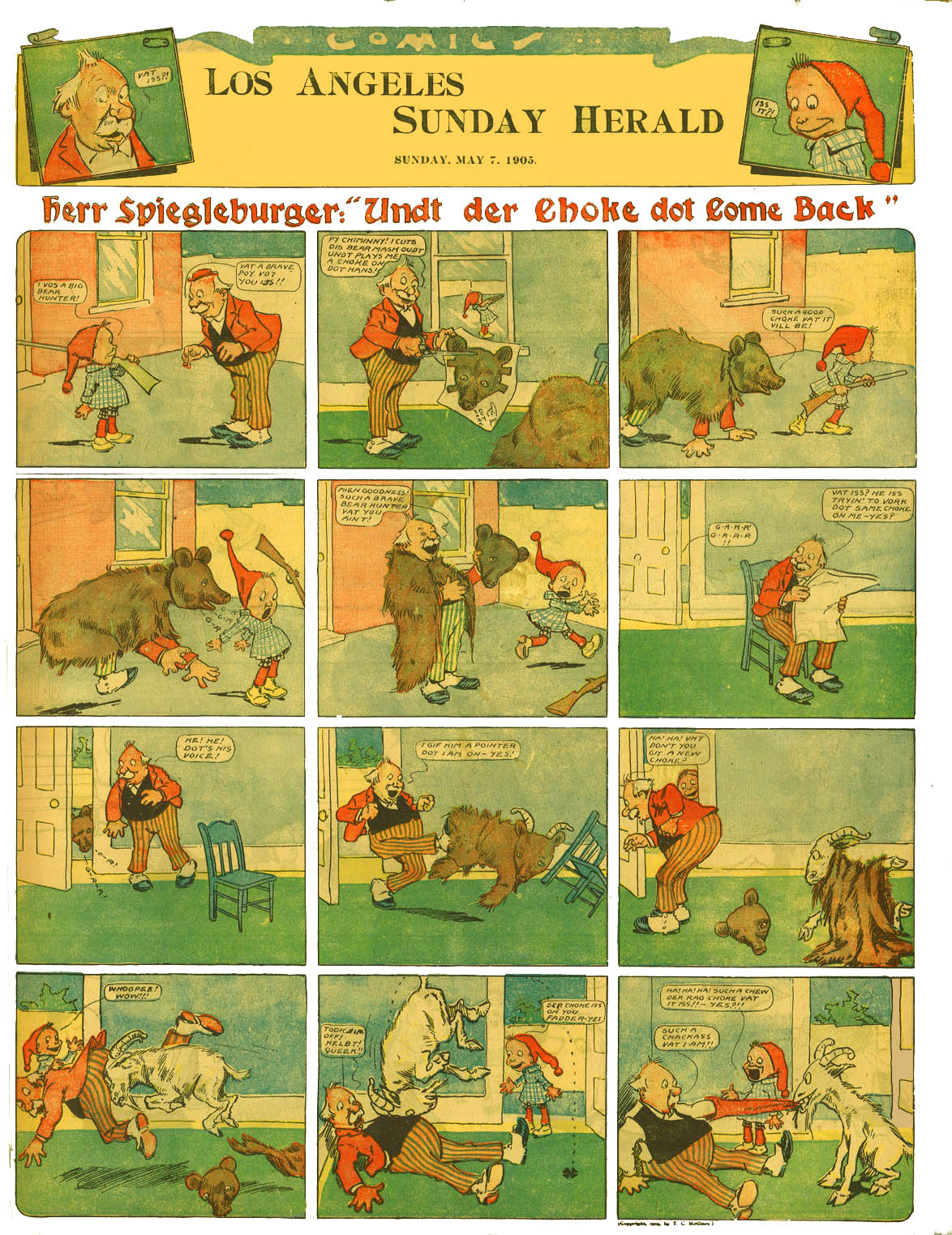
Herr Spiegleburger de Carl Anderson (7 de maig de 1905)

Carl Thomas Anderson va néixer a Madison, Wisconsin, fill d'immigrants noruecs. Anderson va treballar inicialment a la planta d'acabat de taulers de fusta del seu pare a Des Moines, Iowa, on va desenvolupar habilitats de fusteria, es va convertir en ebenista i va inventar un escriptori plegable patentat, que encara es fabriquen avui dia. Cap a finals del segle xix, va viatjar pels Estats Units, a la deriva a Omaha, San Francisco i Seattle, on va treballar fins a l'incendi de la ciutat de 1889.
A 25 anys, va desenvolupar un fort interès pel dibuix i va anar a Filadèlfia perquè el Museu i l'Escola d'Art Industrial de Pennsilvània era l'única escola que va trobar anunciant específicament un curs de dibuix i entintat, on es va graduar el 1893. El 1894, el seu primer treball artístic va ser al Philadelphia Times.
Va ser contractat per Arthur Brisbane per al New York World de Joseph Pulitzer a finals de la dècada de 1890. La seva tira The Filipino and the Chick va aparèixer a la pàgina dominical del World, cridant l'atenció de William Randolph Hearst, que va oferir més diners al seu New York Journal. Per a Hearst, Anderson va crear Raffles and Bunny, i per al McClure Syndicate el 1903 va dibuixar Herr Spiegelberger, the Amateur Cracksman.
Com que aquestes tires només van rebre una lleu reacció dels lectors, Anderson va començar a treballar com a autònom per a Judge, Life i Puck. Amb la Gran Depressió imminent i els seus mercats disminuint, Anderson tenia 65 anys quan va marxar de Nova York el 1930, tornant a Madison per cuidar el seu pare moribund. Anderson vivia a Madison amb les seves tres germanes a la casa que el seu pare va construir al 834 de Prospect Place, prop del llac Mendota, i va reprendre el seu ofici anterior com a ebenista mentre donava classes nocturnes.
També va ensenyar a través del seu curs de dibuixos per correu de "The Carl Anderson School, Madison, Wis". Es va anunciar amb petits anuncis als números de 1930 de Popular Mechanics:
Curs de dibuixos animats i còmics completat per només 2,98 $. L'as dels cursos de dibuixos animats. Per diversió i profit aprèn a dibuixar dibuixos animats i tires còmiques. Un sistema increïblement senzill desenvolupat per Carl Anderson, famós col·laborador de The Saturday Evening Post, Collier's, Life, Judge, New York Journal, New York World i altres publicacions líders, dona instruccions completes en dibuix, dibuixos animats, còmics i il·lustracions. Aquestes lliçons fàcils fan que dibuixar sigui tan fàcil com escriure.

## Enric
Article principal: Henry (còmic)
El 1932, va vendre el seu primer dibuix animat de Henry a The Saturday Evening Post per 50 dòlars, i es va convertir en una entrega setmanal habitual d'aquesta revista. A mesura que augmentava l'interès pel personatge, Anderson va començar a rebre correu de fans i els seus dibuixos es van reimprimir en publicacions estrangeres. Hearst viatjava a Alemanya el 1934 quan va veure Henry a la Berliner Illustrirte Zeitung. Va enviar un cablegrama al seu cap de sindicat, Joseph Vincent Connolly, que simplement deia: "Aconsegueix Henry". Connolly va agafar el següent tren fins a Madison, on va fitxar Anderson per King Features Syndicate. En pocs mesos, Henry es publicava a 50 diaris nord-americans, inclosos 15 diaris de Hearst. Anderson va continuar treballant a la tira fins que l'artritis el va fer retirar el gener de 1942. Anderson va morir a l'Edgewater Hotel de Madison a 83 anys el 1948. La tira va continuar amb altres artistes, i finalment es va suspendre el 28 d'octubre de 2018, una setmana abans del setanta aniversari de la mort del seu creador.
El 1934 es va publicar el primer llibre de Henry amb 60 dibuixos animats de The Saturday Evening Post. Anderson va seguir amb How to Draw Cartoons Successfully, publicat per Greenberg el 1935.